# Portland Natural Gas Transmission
Portland Natural Gas Transmission – трубопровід, споруджений для поставок канадського газу на південний схід США.
Газопровід, введений в експлуатацію у 1999 році, спершу прямує на південь по долині річки Конектикут, що утворює кордон між Вермонтом та Нью-Гемпширом, потім відхиляється на північний схід, перетинає Нью-Гемпшир та південно-західний кут штату Мен. На цій ділянці довжиною 144 милі Portland Transmission має діаметр 600 мм та пропускну здатність 1,7 млрд.м3 на рік. Крім того, тут створено 44 милі відгалужень в діаметрах 200 та 300 мм.
Біля Westbrook у штаті Мен Portland Transmission при’єднується до Maritimes&Northeast Pipeline, спорудженого у тому ж 1999-му для поставок канадського газу зі східної провінції Нова Шотландія. Цікавою особливістю є те, що обидві системи «ділять» прокладену далі ділянку на південний захід, споруджену паралельно узбережжю Атлантичного океану до Дракут біля Бостону (штат Массачусетс). Її довжина 101 миля при діаметрі 750 мм, при цьому із загальної потужності для  Portland Transmission виділено 2,2 млрд.м3 на рік. В кінцевій точці маршруту відбувається сполучення з Tennessee Gas Pipeline.
Ресурс для газопроводу постачає канадська система TransCanada (так само як і для цілого ряду інших подібних трубопроводів, що прямують від північного кордону США – Gas Transmission Northwest, Northern Border Pipeline, Great Lakes Gas Transmission, Iroquois Gas Transmission) через газопровід TransQuebec&Maritimes Pipeline.
В 2003 році у Portland Transmission організували бідирекціональний рух. Метою було забезпечення можливості поставок до канадського Квебеку канадського ж ресурсу з Нової Шотландії, отриманого через згаданий вище Maritimes&Northeast Pipeline.